# Cryptocarya elliptilimba
Cryptocarya elliptilimba är en lagerväxtart som beskrevs av Elmer Drew Merrill. Cryptocarya elliptilimba ingår i släktet Cryptocarya och familjen lagerväxter. Inga underarter finns listade i Catalogue of Life.